# Phylloxera notabilis
Phylloxera notabilis är en insektsart som beskrevs av Theodore Pergande 1904. Phylloxera notabilis ingår i släktet Phylloxera och familjen dvärgbladlöss. Inga underarter finns listade i Catalogue of Life.